# Kurt Aland

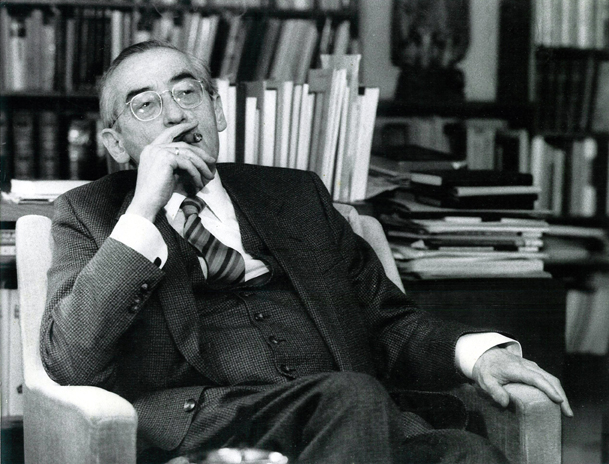
Kurt Aland c. 1990

Kurt Aland (Berlijn, 28 maart 1915 - Münster, 13 april 1994) was een Duitse buitengewoon hoogleraar in de oude kerkgeschiedenis en tekstgeschiedenis van het Nieuwe Testament en gewoon hoogleraar in de kerkgeschiedenis en inleiding tot het Nieuwe Testament.

## Opleiding
Aland bezocht het gymnasium te Berlijn en schreef zich in 1933 in aan de theologische faculteit van de Friedrich-Wilhelms-Universiteit aldaar. Hij werd leerling van Hans Lietzmann, die Adolf von Harnack opgevolgd was. Door hun onderwijs kreeg hij belangstelling voor de kerkgeschiedenis, de geschiedenis van het dogma, de ontwikkeling van de nieuwtestamentische canon, maar vooral ook de tekstgeschiedenis en de tekstkritiek. Als student bestreed hij in geschrift de 'mythe' van Alfred Rosenberg en de nazistische ideeën van Mathilde Ludendorff, en stelde hij zich openlijk aan de kant van de Bekennende Kirche. Aland moest hierdoor in 1938 zijn eerste theologische examen illegaal afleggen. In 1941 behaalde hij zijn habilitatie en kreeg daardoor de bevoegdheid om aan een universiteit te doceren. Hij werd echter pas ná 1945 als docent kerkgeschiedenis aangesteld aan de Berlijnse universiteit.

## Loopbaan
In 1947 werd Aland als hoogleraar in Halle benoemd, maar kreeg daar problemen met het communistische bewind. Hij werd door Walter Ulbricht getypeerd als verbreider van een ideologisch opium, bracht enige maanden in de gevangenis door op beschuldiging van smokkel en uiteindelijk werd hem het lesgeven verboden. In 1958 werd hij ontslagen, zijn bibliotheek werd geconfisqueerd en hij werd uitgewezen uit de DDR. Hierna kwam hij in Münster aan, waar hij uiteindelijk zou blijven. Direct na zijn benoeming tot bijzonder hoogleraar in Oude Kerkgeschiedenis en Tekstgeschiedenis van het Nieuwe Testament (1960) en tot gewoon hoogleraar in de Kerkgeschiedenis en Inleiding tot het Nieuwe Testament (1961) begon Aland met de oprichting van het Institut für neutestamentliche Textforschung, dat al spoedig uitgroeide tot een internationaal centrum.
Alands belangstelling voor de kerkgeschiedenis bleek uit veel van zijn publicaties. Zijn eerste geschrift was een uitgave van een studie over de Pia Desideria van Philipp Jakob Spener (1939-1940), het boek dat verbonden is met het ontstaan van het Duitse piëtisme. Deze piëtistische geleerde uit de zeventiende eeuw bleef hem interesseren; tot 1992 wijdde Aland menige studie aan hem. Het piëtisme bleef hem boeien. Zo besteedde hij tussen 1956 en 1972 veel aandacht aan Speners jongere tijdgenoot, August Hermann Francke. De vierdelige uitgave van de correspondentie van Heinrich Melchior Mühlenberg, die als stichter van het Amerikaanse Lutheranisme wordt beschouwd, kwam ook uit deze interesse voort. Hij benaderde de kerkgeschiedenis graag vanuit beschrijvingen van personen, bijvoorbeeld in Kirchengeschichte in Lebensbildern (1953). Aland bestudeerde verder het leven en werken van de verlichte katholiek Ignaz Heinrich Freiherr von Wessenberg uit Konstanz. Hij kwam hier bij toeval op; doordat hij zwaargewond raakte bij de inval in Frankrijk in juni 1940 moest hij in Konstanz een jaar in het ziekenhuis doorbrengen. Aan het bed gekluisterd verdiepte hij zich in het archief van deze reformkatholiek. Dat gaf aanleiding tot enige publicaties en, in samenwerking met W. Müller, tot de uitgave van de tot dan nog niet gepubliceerde documenten over Wessenberg (tussen 1968-1987).  Maar Alands grootste belangstelling gold de Reformatie en met name de plaats van Luther daarin. Tussen 1948 en 1991 publiceerde hij meer dan 50 artikelen, waarbij de uitgave van Luther Deutsch, een tiendelige verzameling van Luthers belangrijkste werken in hedendaags Duits, inclusief een Luther-lexicon, een voorname plaats innam. Aland besteedde speciale aandacht aan de Kleine Katechismus, de 95 stellingen en de Bijbelvertaling van Luther. Zijn twee delen Geschichte der Christenheit (1980) waren gebaseerd op vele historische detailstudies. Daarbij viel vooral zijn interesse in de persoon van Constantijn de Grote en diens overgang naar het Christendom op. Daarmee samenhangend interesseerde hem de vraag naar de verhouding tussen kerk en staat in het vroege christendom. Maar ook specifiek vroeg-christelijke bewegingen, zoals het Montanisme werden door hem grondig bestudeerd. 
Aland was daarnaast vooral bezig met vragen naar het ontstaan van de canon van het Nieuwe Testament en daarbij naar de kwestie van anonimiteit en pseudonimiteit van vroeg-Christelijke geschriften, maar zijn grootste belangstelling had de tekstkritiek en de tekstkritiek van het Nieuwe Testament. Die beschouwde hij overigens niet als een zelfstandige discipline, maar onderzocht die steeds in samenhang met de geschiedenis van het vroege christendom. Aland was  al vroeg betrokken bij de uitgave van de Itala, een editie van de oudlatijnse tekst van de evangeliën die door Adolf Jülicher, samen met Walter Matzkow, was opgezet. In 1938 kwam het eerste deel uit; na de Tweede Wereldoorlog werden de overige drie delen gepubliceerd. Aland raakte verder betrokken bij de handuitgave van het Griekse Nieuwe Testament van Eberhard Nestle. Hij werkte aan de 21ste editie mee (1952) en zijn naam verscheen vanaf de 22ste druk op het titelblad. De laatste druk verscheen in 1993 en stond op naam van Aland en zijn echtgenote Barbara. In de loop der tijd was niet alleen het kritisch apparaat veranderd maar werd de tekst op een aantal plaatsen opnieuw geconstitueerd. De enige echte concurrent was The Greek New Testament, dat in 1966 verscheen, maar ook dat vermeldde de naam Aland onder de editores, en de tekst daarvan was dezelfde als de door Aland uitgegeven tekst. Naast deze teksteditie gaf Aland ook een synopsis van de vier evangeliën uit met een uitvoerig tekstkritisch apparaat; ook publiceerde hij een grote concordantie op zijn tekst, in drie delen, en bezorgde hij uitwerkingen van het zakwoordenboek van Erwin Preuschen en van het grote woordenboek van Walter Bauer op het Griekse Nieuwe Testament. Verder schreef hij meer dan zestig artikelen en een tiental boeken op het terrein van de tekstkritiek, waaronder de inleiding tot de tekstkritiek van het Nieuwe Testament en Über die Bedeutung eines Punktes. Eine Untersuchung zu Joh. I, 3-4.
Aland was (sinds 1976) buitenlands lid van de Koninklijke Nederlandse Akademie van Wetenschappen en Fellow van de Britse Academie. Daarnaast bekleedde hij het eredoctoraat aan verschillende universiteiten.

## Persoonlijk leven
Kurt Aland trouwde in 1972 met theoloog en klassief filoloog dr. Barbara Ehlers, sindsdien Barbara Aland geheten. Ze zouden samen zeer belangrijke bijdragen leveren in het internationaal nieuwtestamentisch wetenschappelijk onderzoek.  